# Fara
La fara era l'element fonamental de l'organització social i militar dels longobards, semblant a un clan. Estava constituïda per l'agregació d'un grup homogeni i compacte de famílies unides per la relació amb una família original que els donava el gentilici. La fara era també un grau organitzatiu amb funcions militars d'exploració, d'atac i d'ocupació de territori durant les grans migracions que van conduir el poble longobard des de l'àrea de la mar Bàltica i la Panònia fins a la península Itàlica.

## La fara com a estructura militar

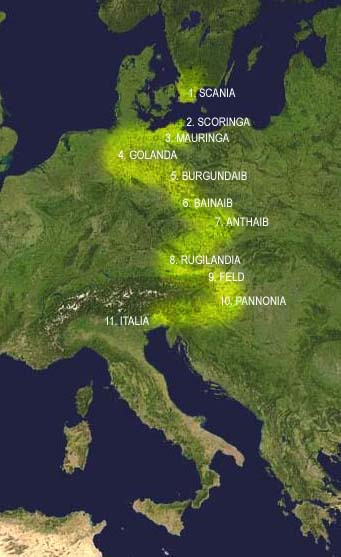
Les principals etapes de la migració dels longobards.

Tradicionalment es va identificar la fara com un grup familiar extens, però els historiadors actuals ja donen per consolidada la interpretació que remarca principalment la seva funció com a unitat militar. Segons l'etimologia (se'l relaciona amb la paraula alemanya fahren, que vol dir «anar, viatjar»), Jörg Jarnut ha proposat per definir fara, un «grup associat per la marxa»,que inclouria, a més dels guerrers, tots els afins no combatents (dones, vells, nens, esclaus, fins i tot bestiar). L'escriptor en llengua llatina, Pau Diaca, relacionava en canvi, el significat de "farae" únicament com a estirp o línia de descendència.
En la fara conflueixen dues estructures fonamentals de la societat germànica: la Sippe (la família en sentit extens) i la Gefolgschaft (la lliure unió de guerrers amb relació a un cap). Aquesta segona s'assembla al concepte de companyonia ja descrit per Tàcit al segle i. Resta difícil saber en quina mesura els dos components, el familiar i el militar, tenia més importància. Durant un moment crucial com era una migració és d'intuir que el Gefolgschaft prengués més rellevància. En el Gefolgschaft els grups eren cinocèfals, és a dir, que els guerrers duien pentinats especials per tal de causar terror entre els enemics imitant l'aspecte de gossos salvatges o llops ferotges. En certa manera, ja que a més els unia la consanguinitat, s'assemblen als clans de matriu celta, però amb una major importància militar en comparació a altres grups socials germànics.
Durant la fase nòmada del poble longobard (segles II-VI) les tasques militars designades a cada fara, van anar acompanyades de les socials: el grup havia de garantir la pau interna, assegurar el sosteniment de tots, aixecar refugis temporals al final de cada tram del viatge. Al capdavant de les fares es designava un duc, que era un guerrer honrat amb aquesta dignitat pels lligams dinàstics i pel valor militar mostrat en combat, cosa que li valia aquest premi per part del sobirà. La cohesió interna estava assegurada pels lligams familiars, que els membres d'una fara consideraven que tenien entre ells; durant la vintena d'anys que van estar a la Pannònia (547 circa-568), l'aparició de diferències fou inevitable i va fer que els més rics entre els ducs donessin acollida dins la seva fara als combatents menys proveïts de mitjans de subsistència.
La invasió de la península Itàlica, el 568, fou organitzada per Alboí sobre la base de les fares, que constituïen la unitat militar i migratòria i per mitjà de les quals els longobards s'hi van establir (populus congregatus in armis). Una volta junts en un nou territori, una fara era preescollida per ser destinada a ocupar un punt estratègic, normalment aprofitant les estructures preexistents. Com a exemple Gisulf I de Friül, el primer duc longobard en establir-se a Itàlia (i l'únic nomenat directament per Alboí), es va establir amb el seu seguici d'homes armats a la ciutat de Cividale (llavors dita Forum Iulii).
Acabada la conquesta, les fares van conservar durant alguns anys el seu caràcter de mobilitat i d'aprovisionament, però van anar desapareixent a mesura que l'assentament es feia una realitat estable. L'autonomia de mobilitat de les fares és encara present al capítol 177 de l'Edicte de Rotari, que disposava que en cas de desplaçament de la fara, es preveia que haurien de restituir al duc les donacions fetes per aquest al grup. Exemples de constitució espontània de ducats en època de les fares són els ducats de Spoleto i el de Benevent, aïllats respecte a la major part dels ducats concentrats al Nord d'Itàlia.

## La fara com a estructura social
La funció de fares era determinant dins el dret longobard. En absència d'un fort element estatal, les relacions jurídiques estaven enteses com a relacions entre les fares (anàlogament al que passava entre les gentes en els inicis del dret romà, en la societat prèvia al domini de les ciutats com a centre social: n'és un exemple la institució de la noxae deditio): la reacció d'un greuge avingut dins del grup que era resolt a través de la Fehde o lluita de rescabalament també anomenada faida.
A continuació de l'assentament estable i amb el reforç d'un poder estatal organitzat, la faida va anar cedint el seu lloc a la compositio, una sanció la major part de les vegades pecuniària imposada per l'autoritat en compensació pels crims comesos contra la mateixa autoritat (per exemple l'atemptat contra la vida del rei, esmentat al capítol 1 de l'Edicte de Rotari), o pels delictes més greus.

## Fara en la toponímia
Els llocs d'Itàlia on es van establir les diferents fares i que sovint es van convertir en assentaments permanents han deixat aquesta paraula en la toponímia. De vegades coincideix amb el nom d'un municipi, però també es pot trobar en noms de districtes o en noms d'espais naturals. De vegades es fa difícil diferenciar si l'origen del nom deriva d'una fara o si està relacionat amb la devoció a una santa, santa Fara, el culte de la qual estava estès entre els longobards.
Els llocs amb relació acceptada amb el grup social i militar anomenat fara són:
- Fara, indret del municipi de Gallarate (Varese)[6]
- Fara Basiliana, antic nom de Basiano (Milà)[7]
- Fara Filiorum Petri (Chieti)[8]
- Fara Gera d'Adda (Bèrgam)[6][7]
- Fara in Sabina (Rieti)[7]
- Fara Novarese (Novara)[7]
- Fara Olivana con Sola (Bèrgam)[7]
- Faraone, districte de Sant'Egidio alla Vibrata (Teramo)
- Fara San Martino (Chieti)[7]
- Fara Vetula, antic nom de Fallavecchia, indret del municipi de Morimondo (Milà)[6][7]
- Fara Vicentino (Vicenza)[7]
- Farinate, districte de Capralba (Cremona)
- Farra, indret del municipi de Feltre (Belluno)[7]
- Farra, districte de Mel (Belluno)[7]
- Farra d'Alpago (Belluno)[7]
- Farra d'Isonzo (Província de Gorizia|Gorizia)[7]
- Farla, districte de Majano (Udine)[7]
- Farra di Soligo (Treviso).[6][7]
- Fara di San Giacomo Filippo (Sondrio)[6]
- Foramagno di Linate (Milà)[6]